# Albany (Illinois)
Albany – wieś w Stanach Zjednoczonych, w stanie Illinois, w hrabstwie Whiteside.